# Leonardo Infante
Pour l’article homonyme, voir Leonardo Infante (municipalité).
 (signalé en mai 2025).
Si vous disposez d'ouvrages ou d'articles de référence ou si vous connaissez des sites web de qualité traitant du thème abordé ici, merci de compléter l'article en donnant les références utiles à sa vérifiabilité et en les liant à la section « Notes et références ».
- Archive Wikiwix
- Bing
- Cairn
- DuckDuckGo
- E. Universalis
- Gallica
- Google
- G. Books
- G. News
- G. Scholar
- Persée
- Qwant
- (zh) Baidu
- (ru) Yandex
- (wd) trouver des œuvres sur Wikidata

Leonardo Infante, surnommé Negro Infante, est un héros des guerres d'indépendance en Amérique du Sud, né à Chaguaramal, aujourd'hui dans l'État de Monagas au Venezuela, en 1785 et mort à Bogotá, aujourd'hui en Colombie, en 1825. Il a été décoré de l'Ordre du Libérateur, la plus haute distinction vénézuélienne.